# Instytut Kultury Regionalnej i Badań Literackich im. Franciszka Karpińskiego
Instytut Kultury Regionalnej i Badań Literackich im. Franciszka Karpińskiego. Stowarzyszenie (w skrócie: IKRiBL) – organizacja naukowa z siedzibą w Siedlcach, która skupia ludzi nauki, kultury, a także biznesu. IKRiBL odpowiada za organizację konferencji i seminariów naukowych o zasięgu międzynarodowym i ogólnopolskim. Działa tutaj Społeczna Biblioteka im. Jana Amosa Komeńskiego. W Instytucie wydawane są, między innymi, liczne prace naukowe w różnych językach, jak również teksty literackie (poezja, proza, eseje) oraz następujące czasopisma: „Inskrypcje. Półrocznik” – Lista B MNiSW (afiliowane przy IKRiBL), „Lector”, „Mirgorod”.

## Historia
Instytut został założony w 2013 roku za sprawą Prezesa Zarządu Głównego, Andrzeja Borkowskiego, prof. Uniwersytetu Przyrodniczo-Humanistycznego w Siedlcach. Jest organizacją naukową, na którą składają się m.in.: Centrum Badań Naukowych, Wydawnictwo Naukowe IKRiBL (wraz z odrębną pracownią Laboratorium Literatury), jak również Biblioteka IKRiBL im. Jana Amosa Komeńskiego. IKRiBL jest wydawcą licznych prac naukowych w językach słowiańskich i germańskich, a także czasopisma „Inskrypcje. Półrocznik”. Instytut Kultury Regionalnej i Badań Literackich odpowiada za organizację konferencji, a także seminariów naukowych o zasięgach ogólnopolskich i międzynarodowych. Obszarami swoich działań obejmuje głównie kulturę, sztukę oraz tradycję.

## Centrum Badań Naukowych
Centrum Badań Naukowych (w skrócie: CBN) jest strukturą działającą w obrębie IKRiBL. Dyrektorem Centrum Badań jest dr hab. Danuta Szymonik, a zastępcą – dr Marek Jastrzębski. Do najważniejszych zadań CBN należą:
- kreowanie polityki naukowej,
- działalność organizacyjna i promocyjna,
- wydawanie czasopisma naukowego „Inskrypcje. Półrocznik” (lista B MNiSW),
- realizacja grantów i projektów,
- upowszechnianie badań naukowych,
- współpraca międzynarodowa w zakresie badań naukowych[5].

### Ośrodki Badawcze CBN
- Ośrodek Badań Słowianoznawczych (kierownik: dr hab. Danuta Szymonik),
- Ośrodek Badań Wschodniego Pogranicza Rzeczypospolitej Polskiej (kierownik: dr hab. Andrzej Wawryniuk),
- Ośrodek Literatury Dawnej, Teorii Literatury i Kultury Słowian (kierownik: dr hab. Andrzej Borkowski),
- Ośrodek Filozofii Literatury (kierownik: dr Marek Jastrzębski),
- Ośrodek Badań nad Tożsamością Kulturową (kierownik: dr Dominika Spietelun),
- Ośrodek Bezpieczeństwa Narodowego i Obronności (kierownik: dr Irena Żukowska),
- Ośrodek Historii i Tekstologii (kierownik: mgr Joanna Madej-Borychowska),
- Ośrodek Kultury Regionalnej i Studiów nad Kobiecością (kierownik: mgr Łukasz A. Wawryniuk),
- Ośrodek Literatury Pogranicza Kulturowego i Folkloru (kierownik: mgr Luiza Karaban),
- Ośrodek Literatury Młodej Polski i Dwudziestolecia Międzywojennego (kierownik: mgr Maria Długołęcka-Pietrzak),
- Ośrodek Komparatystyki Literackiej i Interdyscyplinarnej (kierownik: dr Ewa Borkowska)[5].

### Czasopismo „Inskrypcje. Półrocznik”
Czasopismo „Inskrypcje. Półrocznik” (ang. „Inscriptions”) założone zostało w 2013, Jest czasopismem naukowym, poświęconym literaturze oraz kulturze, w którym publikowane są najnowsze badania z zakresu literaturoznawstwa i językoznawstwa, jak również prace o profilu kulturoznawczym, klasyfikowane jako komparatystyczne i interdyscyplinarne.
Dziedziny naukowe czasopisma:
- nauki humanistyczne,
- nauki społeczne,
- badania interdyscyplinarne[6].

Dyscypliny naukowe:
- nauki humanistyczne (w tym: literaturoznawstwo i językoznawstwo, historia, filozofia, nauki o kulturze i religii, nauki o sztuce oraz polonistyka),
- nauki społeczne (w tym: nauki o komunikacji społecznej i mediach, nauki prawne, nauki socjologiczne, pedagogika oraz nauki o bezpieczeństwie)[6].

### „Mała Humanistyka” – serie SAP
„Mała Humanistyka” to projekt naukowy (numer projektu N/012/2022 IKRiBL, kierownik dr hab. Andrzej Borkowski) dotyczący postaci zwierzęcych w literaturze, kulturze, języku i mediach. W ramach tego przedsięwzięcia corcznie (począwszy od 2020 roku) organizowane są konferencje naukowe. Jak dotąd odbyły się seminaria o następującej tematyce: „Kot w literaturze i kulturze” (2017), „Od orła do mysikrólika. Ptaki w literaturze, kulturze, języku i mediach” (2019), „Ach te muchi, Ach te muchi… Owady w literaturze, kulturze, języku i mediach” (2020), „Na bezrybiu i rak ryba. Ryby w literaturze, kulturze, języku i mediach” (2021), „Smoki, węże, krokodyle... Gady w literaturze, kulturze, języku i mediach” (2022). Planowana jest także konferencja naukowa „Sus scrofa et sus domestica. O świniowatych w kulturze (literatury, języki, media…)” w 2023 roku.
Tomy pokonferencyjne wydawane są w serii SAP.

## Wydawnictwo Naukowe IKRiBL
Wydawnictwo Naukowe IKRiBL (wcześniej: Wydawnictwo IKR[i]BL, teraz w skrócie: [i]WN) jest strukturą powołaną do istnienia w 2014 roku. Obszarami działalności Wydawnictwo obejmuje zarówno nauki humanistyczne, jak i społeczne, wydawane są w nim bowiem: tomy monograficzne, czasopisma i książki naukowe (szczególnie z zakresu nauk humanistycznych i społecznych, m.in. literaturoznawstwa, filozofii, religii i innych). Wydawnictwo utrzymuje współpracę z podmiotami w Stanach Zjednoczonych, Szwajcarii oraz ośrodkami naukowymi w Europie (mp. w Niemczech, Czechach, Szwajcarii i Słowacji). Obecnie dyrektorem Wydawnictwa jest mgr Maria Długołęcka-Pietrzak.

### Czasopismo „Mirgorod”
„Mirgorod” jest recenzowanym czasopismem o profilu międzynarodowym, założonym w 2008 roku, dzięki inicjatywie trzech ośrodków naukowych: Polski (Uniwersytet Przyrodniczo-Humanistyczny), Ukrainy (Uniwersytet Państwowy w Doniecku), jak również Szwajcarii (Uniwersytet Lozański). W „Mirgorodzie” publikowane są prace, koncentrujące się na współczesnych problemach teorii i historii literatury, na przykład dotyczące epistemologii współczesnego literaturoznawstwa, omówienia oraz analizy koncepcji literaturoznawczych w kontekście innych nauk,, dróg rozwoju teorii literatury czy także omawiania problemów terminologicznych. Od 2019 czasopismo wydawane jest przez Instytut Kultury Regionalnej i Badań Literackich im. Franciszka Karpińskiego w Siedlcach we współpracy z Section de langues et civilisations slavs et de l’Asie du Sud (SLAS) Uniwersytetu Lozańskiego w Szwajcarii.

### Czasopismo „Lector”
Czasopismo „Lector: problems of foreign linguistics, literary and cultural studies, L2 teaching and acquisition” jest dwumiesięcznikiem wydawanym w IKRiBL-u od 2020 roku. Teksty naukowe publikowane są w językach angielskim oraz rosyjskim. Profil czasopisma skupia się wokół językoznawstwa, literaturoznawstwa, jak i nauczania języków obcych.

## Laboratorium Literatury
Laboratorium Literatury IKR[i]BL to osobna pracownia wydawnicza, skupiająca się głównie na wydawaniu książek literackich, na przykład poezji, prozy lub esejów. Prowadzone są w Laboratorium prace zarówno nad literaturą klasyczną, jak i nad książką eksperymentalną oraz innowacyjną.

## Biblioteka im. Jana Amosa Komeńskiego
Biblioteka im. Jana Amosa Komeńskiego działa w ramach Instytutu Kultury Regionalnej i Badań Literackich im. Franciszka Karpińskiego. Obecnie kierownikiem biblioteki jest mgr Luiza Karaban. Część katalogu opublikowana jest także w formie cyfrowej, dostępnej za darmo na stronie internetowej.